# 동래성 전투
동래성 전투(東萊城戰鬪)는 1592년 5월 25일(음력 4월 15일) 부산진 전투에 이어 일어난 임진왜란 두 번째 전투로 동래 부사 송상현이 2시간을 버티며 일본군을 끝까지 막아냈으나 결국 전사하고 동래성은 함락되었다. 이 전투에 패배로 대구.상주,김해,밀양,성주,충주까지 함락되고 만다.

## 전투 준비
동래부사 송상현은 일본이 쳐들어올 것을 미리 대비하기 위해 동래성 주변에 나무를 최대한 많이 심어서 외부에서는 동래성을 관측하기 어렵게 만들어 놓는 등 만반의 준비를 했다. 
일본군 상륙 소식을 들은 경상좌도병마절도사 이각이 군대를 이끌고 합류하였으나 일본군의 기세에 기가 꺾여 성 밖에서 싸우겠다고 하며 나가려는 이각을 송상현이 붙잡고 성안에서 같이 싸우길 바랬으나 그대로 밀양 방면으로 도주하였고 양산군수 조영규 또한 전투에서 사망 할 것을 직감하고 어머니에게 마지막 인사를 한다며 양산으로 돌아갔다. 송상현 홀로 울산군수 이언성 등과 함께 전투를 치렀다. 고니시 유키나가는 새벽에 부산진성을 출발하여 오전 10시 동래성에 도착해 부대를 3개로 나누어 일대(一隊)는 황령산 기슭에, 다른 일대는 동래성 서편의 대로에, 마지막 일대는 취병장으로부터 남문을 향하도록 하여 성을 포위하였다. 
그리고 무리한 전투를 피하기 위해 조선군과 협상을 위해 싸우겠다면 싸울 것이로되, 싸우지 않으려면 길을 빌려달라(戰則戰矣 不戰則假道)라는 패목을 세우게 했고, 송상현은 곧 거기에 싸워 죽기는 쉬우나, 길을 빌리기는 어렵다(戰死易 假道難)라고 회답하였다. 그리고 동래성 안에서는 백성들까지 수비에 가담하여 저항하여 한동안은 일본군의 공격을 막아내는 듯하였으나, 일본군은 성곽이 낮고 수비가 허술한 동문의 인생문(人生門)을 집중공격함으로써 방어선을 뚫는 데 성공하였다. 양산에서 돌아온 조영규는 일시에 동문이 무너지는걸보고 쏟아져들어오는 일본군을 향해 돌진하여 싸우다가 전사하였다 성이 뚫리고 동래성이 함락될 위기에 처하자 송상현은 조복으로 갈아입고 고향의 부모에게 보내는 시 한 수를 쓴 뒤 일본군의 칼에 맞아 전사했다.

## 결과 및 영향
고니시 유키나가 부대는 부산진성과 동래성 함락 후 가토 기요마사, 구로다 나가마사 등과 함께 경상도 및 충청도로 진격해 각지의 성들을 함락시키고 충주까지 진격해 탄금대 전투에서 신립의 조선군을 궤멸시킨다.

## 같이 보기
- 부산진 전투